# Stephan Peter Nyeland (havearkitekt)
 Der er flere personer med dette navn, se Stephan Peter Nyeland.
Stephan Peter Nyeland (født 12. september 1845 i Korsør, død 11. december 1922 i Rønne) var dansk gartner og havearkitekt.
Han var søn af grosserer Thomas Nyeland (1821-1867) og Marie Elisabeth født Munk. Hans farfar med samme navn var justitsråd.
Han blev i 1877 gift med Marie Isabelle Caroline Willems Raman (født 1845), datter af Pierre Raman, Vilvorde, Belgien.
Efter at have taget præliminæreksamen ved latinskolen i Roskilde 1861 kom han i lære hos handelsgartner F.J. Koch i København. Han tog i 1866 havebrugseksamen ved Landbohøjskolen, og efter et kortere ophold i samme læreanstalts haver og på Tranekær Slot på Langeland 
omlagde han den gamle have og anlagde den nye have ved Gyldenholm på Sjælland. I 1869 blev 
han ansat som assistent ved Landbohøjskolens haver og tog i 1871 eksamen i Driveri og Blomsterdyrkning, ligesom han senere under et ophold i udlandet tog eksamen i Gent.
I 1875 oprettede han en havebrugsskole på det tidligere traktørsted Skovlyst ved Charlottenlund, og året efter fik skolen en ny hovedbygning og navnet Vilvorde, efter den belgiske by Vilvoorde, hvis havebrugsskole han havde besøgt, og hvorfra hans hustru kom.
En forringet økonomi medførte, at skolen forfaldt, og i 1905 bortforpagtedes den til en af Nyelands tidligere elever, gartner L. Nielsen. 
Nyeland udgav en række bøger og artikler om havebrug. Han er begravet på Gentofte Kirkegård.